# ケイト・バンス
ケイト・バンス（Kate Elizabeth Bunce、1856年8月25日 - 1927年12月24日）はイギリスの画家、詩人である。

## 略歴
バーミンガムで生まれた。父親はバーミンガムの新聞 "Aris's Birmingham Gazette"や" Birmingham Post"の編集者を務め、バーミンガム美術館のパトロンであったジョン・タックレー・バンス(John Thackray Bunce)である。姉に工芸家になったマイラ・バンス(Myra Bunce:1854-1919)がいる。自宅で教育を受けた後、1880年代になってバーミンガム美術学校(Birmingham School of Art)で学んだ。1874年に王立バーミンガム芸術家協会の展覧会に出展し、1887年にローヤル・アカデミーの展覧会に出展した 。1888年に王立バーミンガム芸術家協会の準会員に選ばれた
。
エドワード・バーン＝ジョーンズやダンテ・ゲイブリエル・ロセッティの影響を受けてラファエル前派のスタイルの絵画を描くようになった 。
バーミンガムのエッジバストン(Edgbaston)で生涯を暮らし、結婚はしなかった。後年になってバーミンガムの教会のために多くの装飾画を描き、姉のマイラ・バンスの工芸品とともに教会に飾られた。

## 作品

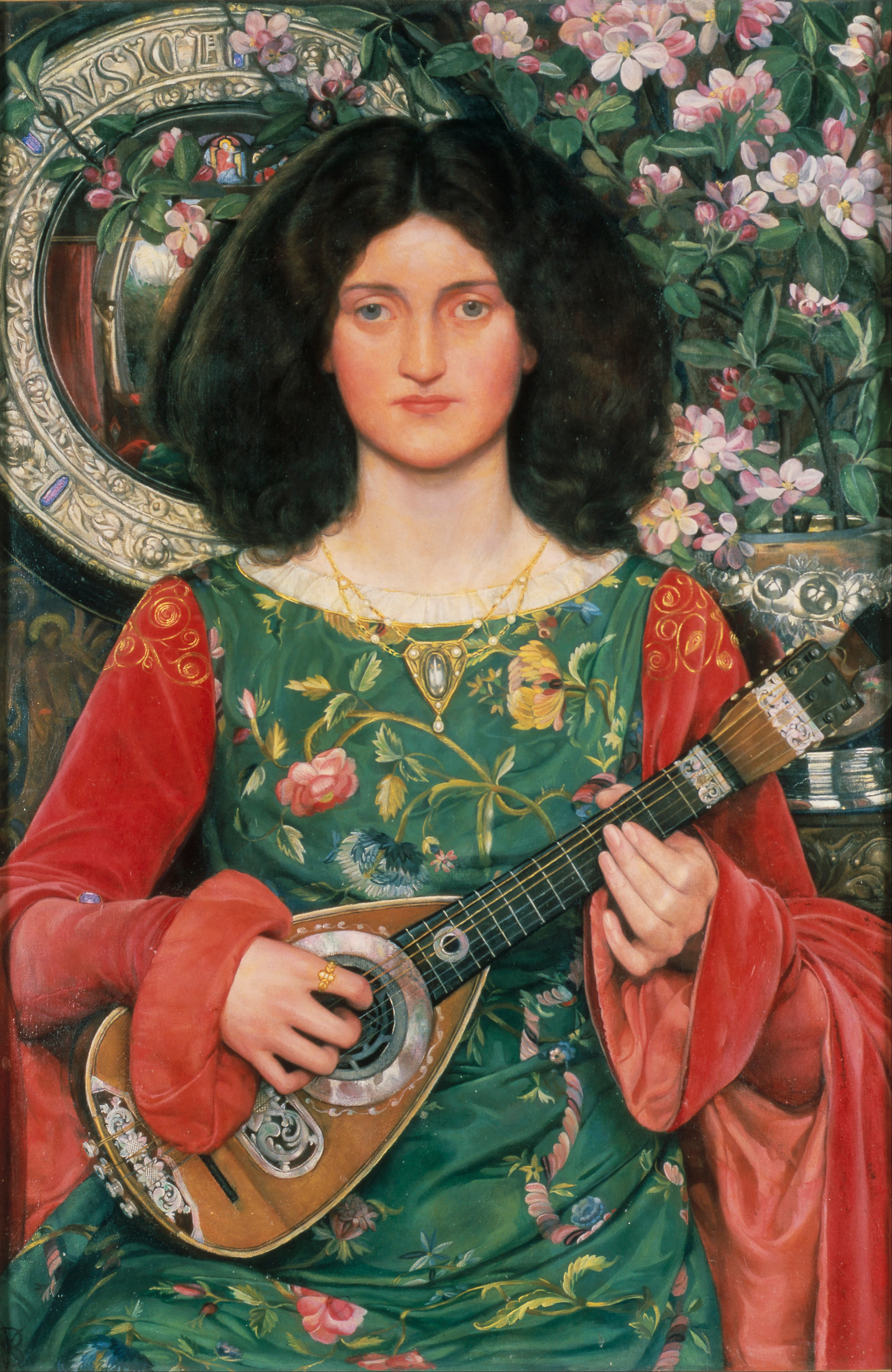
"Melody (Musica)" (1896)
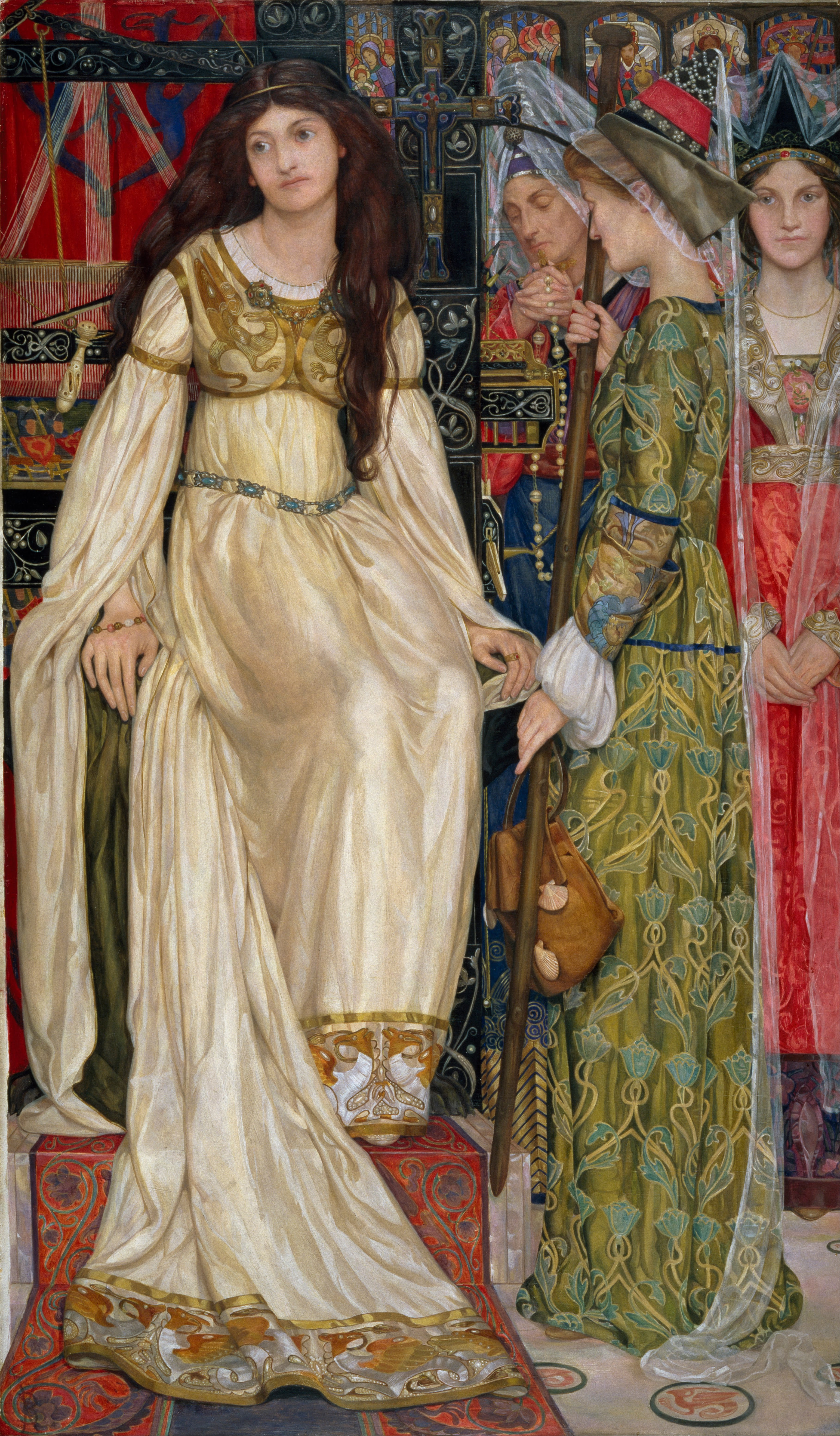
"The Keepsake" (1898/1901)
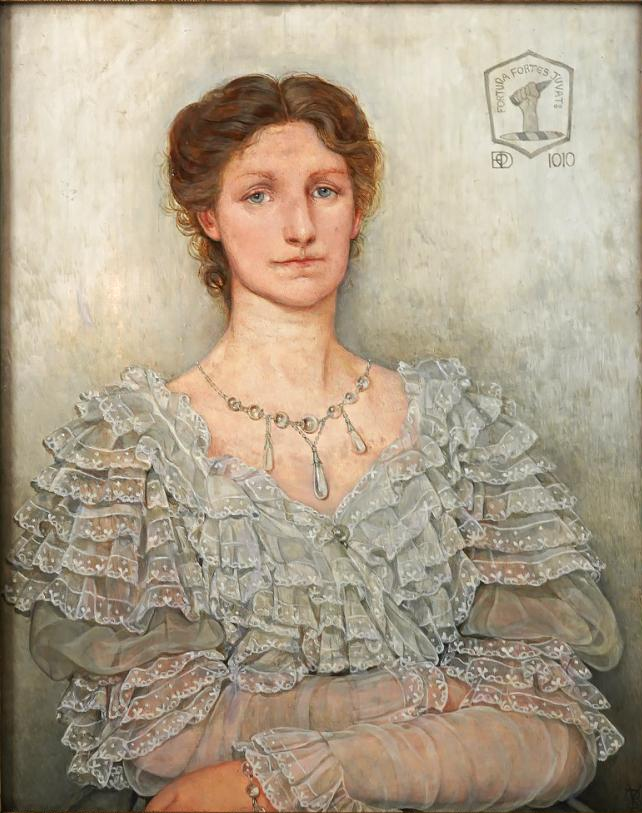
"Portrait of Mrs. Macneile Dixon"